# Franz Nissel

Franz Nissel

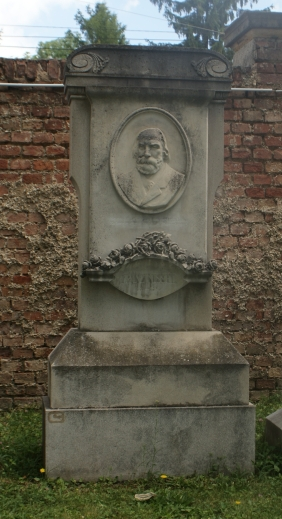
Grabstätte von Franz Nissel

Franz Nissel (* 14. März 1831 in Wien; † 20. Juli 1893 in Bad Gleichenberg) war ein österreichischer Theaterautor. Für das Trauerspiel Agnes von Meran erhielt Nissel den Schiller-Preis.

## Leben
Er war der Sohn eines Schauspielerehepaares, sein Vater kam 1844 an das Wiener Hofburgtheater. Er besuchte die Wiener Normalschule und das Schottengymnasium und bildete sich, durch Krankheiten behindert, im Selbststudium fort. Als 1856 sein Schauspiel "Ein Wohlthäter" zur Aufführung kam, widmete er sich ganz der Theaterschriftstellerei. Er heiratete die Opernsängerin Margarethe Konrad (verwitwete Binder von Kriegelstein) und lebte mit ihr in Salzburg und Graz. 1878 wurde sein Stück "Agnes von Meran" mit dem deutschen Schillerpreis ausgezeichnet.  

## Werke
- (Mit Sigmund Schlesinger) Das Beispiel. Ländliches Gemälde in 3 Aufzügen. Klopf & Eurich, Wien 1852. (Digitalisat)
- Heinrich der Löwe. Historisches Schauspiel in 5 Aufzügen. Klopf & Eurich, Wien 1858. (Digitalisat)
- Ein Wohlthäter. Schauspiel in 3 Aufzügen. Wien 1854. (Digitalisat)
- Die Jakobiten. Trauerspiel in 5 Aufzügen. Wallishausser, Wien 1860. (Digitalisat)
- Perseus von Macedonien. Trauerspiel in 5 Aufzügen. Wallishausser, Wien 1862. (Digitalisat)
- Dido. Ein Trauerspiel in 5 Aufzügen. Bartelmus, Wien 1863. (Digitalisat)
- Agnes von Meran. Trauerspiel in fünf Acten. L. Rosner, Wien 1877. (Digitalisat)
- Mein Leben. Selbstbiographie, Tagebuchblätter und Briefe. Aus dem Nachlass herausgegeben von seiner Schwester Caroline Nissel. J. G. Cotta, Stuttgart 1894. (Digitalisat)
- Ein Nachtlager Corvins. Historisches Lustspiel in drei Akten. Cotta, Stuttgart und Berlin o. J.
- Ausgewählte dramatische Werke, 3 Bände, 1892–1896